# Park Narodowy White Sands

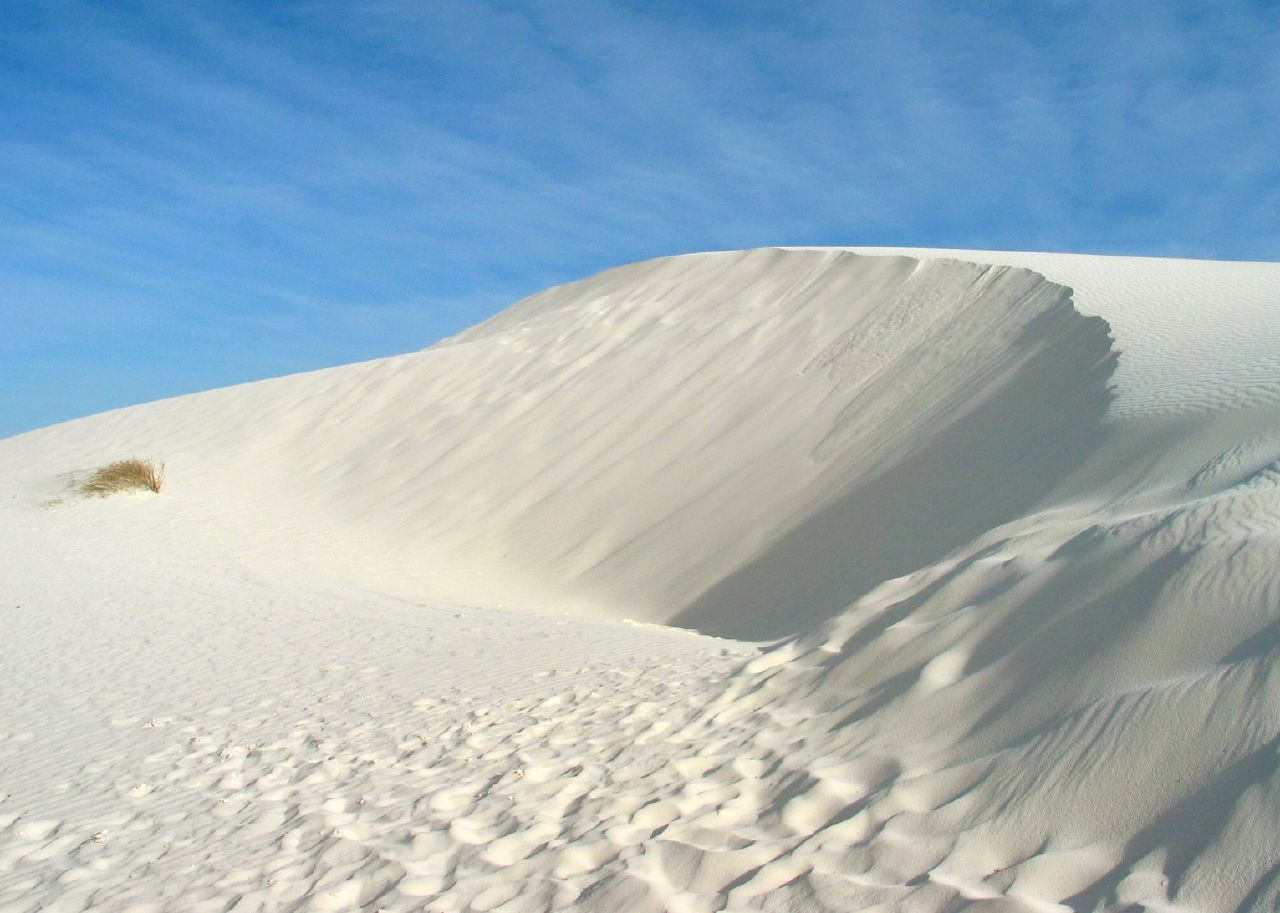
Park Narodowy White Sands

White Sands National Park (dosłownie Park Narodowy Białe Piaski) – amerykański park narodowy znajdujący się w stanie Nowy Meksyk, leżący w odległości 24 km na południowy zachód od Alamogordo. Jego główną atrakcją są piaszczyste białe pustynie, od których pochodzi nazwa parku.
Park został ustanowiony 18 stycznia 1933 roku jako pomnik narodowy. Od 20 grudnia 2019 roku funkcjonuje jako park narodowy. Zajmuje powierzchnię 581,67 km² i jak wiele innych parków narodowych zarządzany jest przez National Park Service.
Park jest często okresowo zamykany dla zwiedzających ze względu na testy odbywające się na pobliskim poligonie White Sands Missile Range.